# エセキエル・アビラ
チミー・アビラ（Chimy Ávila）こと、ルイス・エセキエル・アビラ（Luis Ezequiel Ávila，1994年2月6日 - ）は、アルゼンチン・サンタフェ州ロサリオ出身のサッカー選手。レアル・ベティス所属。ポジションはフォワード。

## 来歴
地元ティロ・フェデラルのユース時代の2010年に、短期間ながらRCDエスパニョールのカンテラに在籍した経験を持つ。2010年にプロデビュー。2014-15シーズンまで同チームで活躍した。2015年2月にCAサン・ロレンソ・デ・アルマグロに移籍。
2017年8月1日、リーガ・エスパニョーラ2部のSDウエスカに、ローン移籍で加入。2017-18シーズンは2部リーグで35試合7得点を記録。チームは2位に入り、チーム創設58年目にして初のラ・リーガ昇格を果たした。2018年6月12日に、1年間のローン契約延長が決定。初のトップリーグとなった、2018年8月27日の2018-19シーズン第2戦のアスレティック・ビルバオ戦で、途中出場からリーガ初ゴールを記録。2019年2月9日のジローナFC戦では2ゴールを決め、2-0の勝利に貢献した。
2019年6月27日、CAオサスナに移籍することが発表された。契約期間は4年間。
2024年2月1日、レアル・ベティスに移籍した。

## 人物
2013年、アビラは当時所属していたティロ・フェデラルのクラブハウスの中に忍び入り、ハウス内の物品等を盗もうとした窃盗未遂の容疑で逮捕された経験を持つ。
2021年10月、自身のSNS上にスペインの政党の一つであるVoxの党首を務めるサンティアゴ・アバスカルが描かれたTシャツを着て写真をアップロードしたことで、所属していたCAオサスナのサポーターから批判を受けた。投稿後すぐにメディアを削除したものの、直後に行われたラージョ・バジェカーノ戦では一部の過激なサポーターからブーイングを浴びた。